# Gabón en los Juegos Olímpicos de Sídney 2000
Gabón estuvo representado en los Juegos Olímpicos de Sídney 2000 por cinco deportistas, tres hombres y dos mujeres, que compitieron en tres deportes.
La portadora de la bandera en la ceremonia de apertura fue la yudoca Mélanie Engoang. El equipo olímpico gabonés no obtuvo ninguna medalla en estos Juegos.